# ألبير أوغست بيردونيه
جان ألبير فنسان أوغست بيردونيه (بالفرنسية: Jean Albert Vincent Auguste Perdonnet)‏ ـ (باريس، 12 مارس 1801 ـ كان، 27 سبتمبر 1867) هو مهندس سكك حديدية فرنسي، نشر سنة 1828 أول كتاب دراسي بالفرنسية عن هندسة السكك الحديدية. كانت له أيضًا دراسات في أسباب حوادث القطارات وطرق منعها. كان اسمه واحدًا من 72 اسمًا نُقشت على برج إيفل.